# Olympische Winterspiele 1952/Eisschnelllauf
Bei den VI. Olympischen Winterspielen 1952 in Oslo fanden vier Wettbewerbe im Eisschnelllauf statt. Austragungsort war das Bislett-Stadion, auf dessen Laufbahn temporär eine künstliche Eisfläche geschaffen worden war.

## Bilanz

### Medaillenspiegel
| Platz | Land               | Gold | Silber | Bronze | Gesamt |
| ----- | ------------------ | ---- | ------ | ------ | ------ |
| 1     | Norwegen           | 3    | –      | 3      | 6      |
| 2     | Vereinigte Staaten | 1    | 1      | –      | 2      |
| 3     | Niederlande        | –    | 3      | –      | 3      |
| 4     | Kanada             | –    | –      | 1      | 1      |
| 5     | Schweden           | –    | –      | 1      | 1      |

### Medaillengewinner
| Konkurrenz | Gold             | Silber               | Bronze                      |
| ---------- | ---------------- | -------------------- | --------------------------- |
| 500 m      | Kenneth Henry    | Donald McDermott     | Gordon Audley Arne Johansen |
| 1500 m     | Hjalmar Andersen | Willem van der Voort | Roald Aas                   |
| 5000 m     | Hjalmar Andersen | Cornelis Broekman    | Sverre Ingolf Haugli        |
| 10.000 m   | Hjalmar Andersen | Cornelis Broekman    | Carl-Erik Asplund           |

## Ergebnisse

### 500 m
| Platz | Land | Sportler             | Zeit (s) |
| ----- | ---- | -------------------- | -------- |
| 1     | USA  | Kenneth Henry        | 43,2     |
| 2     | USA  | Donald McDermott     | 43,9     |
| 3     | CAN  | Gordon Audley        | 44,0     |
| 3     | NOR  | Arne Johansen        | 44,0     |
| 5     | NOR  | Finn Helgesen        | 44,0     |
| 6     | NOR  | Hroar Elvenes        | 44,1     |
| 6     | JPN  | Kiyotaka Takabayashi | 44,1     |
| 8     | NED  | Gerard Maarse        | 44,2     |
| 8     | FIN  | Toivo Salonen        | 44,2     |
| 10    | NOR  | Sigmund Søfteland    | 44,3     |
|       |      |                      |          |
| 25    | AUT  | Franz Offenberger    | 45,9     |
| 33    | GER  | Theo Meding          | 46,8     |

Datum: 16. Februar 1952

41 Teilnehmer aus 14 Ländern, davon 39 in der Wertung.
Obwohl Titelverteidiger Finn Helgesen mit 44,0 s die gleiche Zeit wie die beiden Bronzemedaillengewinner lief, wurde er als Fünfter gewertet, da er bei seinem Lauf gegen Gordon Audley um wenige Millimeter verlor.

### 1500 m
| Platz | Land | Sportler             | Zeit (min) |
| ----- | ---- | -------------------- | ---------- |
| 1     | NOR  | Hjalmar Andersen     | 2:20,4     |
| 2     | NED  | Willem van der Voort | 2:20,6     |
| 3     | NOR  | Roald Aas            | 2:21,6     |
| 4     | SWE  | Carl-Erik Asplund    | 2:22,6     |
| 5     | NED  | Cornelis Broekman    | 2:22,8     |
| 6     | FIN  | Lassi Parkkinen      | 2:23,0     |
| 7     | FIN  | Kauko Salomaa        | 2:23,3     |
| 8     | SWE  | Sigvard Ericsson     | 2:23,4     |
| 8     | NOR  | Ivar Martinsen       | 2:23,4     |
| 10    | HUN  | Ferenc Lőrincz       | 2:23,7     |
|       |      |                      |            |
| 20    | AUT  | Franz Offenberger    | 2:25,9     |
| 22    | AUT  | Arthur Mannsbarth    | 2:26,6     |
| 36    | AUT  | Konrad Pecher        | 2:34,8     |

Datum: 18. Februar 1952

39 Teilnehmer aus 13 Ländern, alle in der Wertung.

### 5000 m
| Platz | Land | Sportler             | Zeit (min)  |
| ----- | ---- | -------------------- | ----------- |
| 1     | NOR  | Hjalmar Andersen     | 8:10,6 (OR) |
| 2     | NED  | Cornelis Broekman    | 8:21,6      |
| 3     | NOR  | Sverre Ingolf Haugli | 8:22,4      |
| 4     | NED  | Anton Huiskes        | 8:28,5      |
| 5     | NED  | Willem van der Voort | 8:30,6      |
| 6     | SWE  | Carl-Erik Asplund    | 8:30,7      |
| 7     | FIN  | Pentti Lammio        | 8:31,9      |
| 8     | AUT  | Arthur Mannsbarth    | 8:36,3      |
| 9     | NOR  | Wiggo Hanssen        | 8:37,2      |
| 10    | JPN  | Yoshiyasu Gomi       | 8:38,6      |
|       |      |                      |             |
| 27    | GER  | Theo Meding          | 8:57,4      |
| 30    | AUT  | Franz Offenberger    | 9:03,0      |
| 32    | AUT  | Konrad Pecher        | 9:04,9      |

Datum: 17. Februar 1952

35 Teilnehmer aus 13 Ländern, alle im in der Wertung.

### 10.000 m
| Platz | Land | Sportler          | Zeit (min)   |
| ----- | ---- | ----------------- | ------------ |
| 1     | NOR  | Hjalmar Andersen  | 16:45,8 (OR) |
| 2     | NED  | Cornelis Broekman | 17:10,6      |
| 3     | SWE  | Carl-Erik Asplund | 17:16,6      |
| 4     | FIN  | Pentti Lammio     | 17:20,5      |
| 5     | NED  | Anton Huiskes     | 17:25,5      |
| 6     | NOR  | Sverre Haugli     | 17:30,2      |
| 7     | JPN  | Kazuhiko Sugawara | 17:34,0      |
| 8     | FIN  | Lassi Parkkinen   | 17:36,8      |
| 9     | SWE  | Göthe Hedlund     | 17:39,2      |
| 10    | GBR  | John Hearn        | 17:41,5      |
| 11    | AUT  | Arthur Mannsbarth | 17:44,2      |
|       |      |                   |              |
| 22    | GER  | Theo Meding       | 18:24,4      |
| 26    | AUT  | Franz Offenberger | 19:04,2      |

Datum: 19. Februar 1952

30 Teilnehmer aus 12 Ländern, davon 28 in der Wertung
Andersen hatte kurz zuvor auch den Weltrekord in 16:32,6 min bei den Europameisterschaften in Östersund aufgestellt.